# 부천중앙공원
부천중앙공원은 경기도 부천시 원미구 소향로 162(중동 1177)에 위치한 공원이다. 1993년 12월 21일에 개원했다. 부천시의 대표적인 공원 중 하나이다.

## 개요
1990년대에 중동 일대에 중동신도시를 개발하면서 조성한 근린 공원이다. 부천시에서는 중동신도시를 개발할 때 조성한 근린공원에 번호를 매겼는데 부천중앙공원은 부천시 근린 1호 공원이다. 부천시청 바로 건너편에 위치하며 중앙에 큰 반원형 잔디광장과 야외음악당, 부천시 상징탑이 있고, 남쪽은 수목들이 우거져 있어 수목공원을 연상하게 한다. 서쪽에는 각종 체육시설과 복숭아기념동산이 있다. 복숭아기념동산은 부천시가 과거 주산물이 복숭아였는데 자매결연도시로 복숭아로 유명한 일본의 오카야마시에서 기증한 복숭아나무들이 심어져 있다. 동쪽은 주로 호수와 분수들이 주를 이루며, 동남쪽에 가장 큰 노천 낙차분수가 위치하며 동쪽 출입구 쪽에 분수를 이용한 물 터널, 지압보도 등이 설치되어 있다. 북쪽은 부천시청과 마주보고 있으며 지하에 주차장이 설치되어 있다.
- 개원 : 1993년 12월 21일
- 면적 : 123,493m2
- 주요 시설
  - 체육시설 : 테니스장, 배구장, 배드민턴장, 게이트볼장
  - 유희시설 : 원형 놀이마당, 노천 낙차분수, 점핑분수, 멜로디분수, 볼라드분수

## 차없는 거리
1999년 5월 29일에 부천시는 부천시청과 중앙공원 사이에 있는 도로(소향로) 600m 구간을 차없는 거리로 선포하고 매주 토요일 낮 12시부터 일요일 밤 12시까지 차량 통행을 제한해 시민과 청소년들에게 각종 놀이공간으로 제공하고 있다. 단, 10월부터 다음 해 3월까지는 차없는 거리로 통행을 제한하지 않는다.

## TV 프로그램
- 1997년 8월 22일에 제1회 부천국제판타스틱영화제 축하 무대로 열린음악회가 이 곳 야외음악당에서 녹화되었다. 방송은 8월 24일에 방영되었다.[2]
- 2011년 10월 22일에 서울신학대학교 개교 100주년 기념으로 열린음악회가 이 곳 야외음악당에서 녹화되었다. 방송은 12월에 방영되었다.[3]
- 2013년 6월 5일부터 8월 1일까지 방영한 SBS 드라마 스페셜인 너의 목소리가 들려의 촬영지이기도 하다.[4]